# Rachlau (Wittichenau)

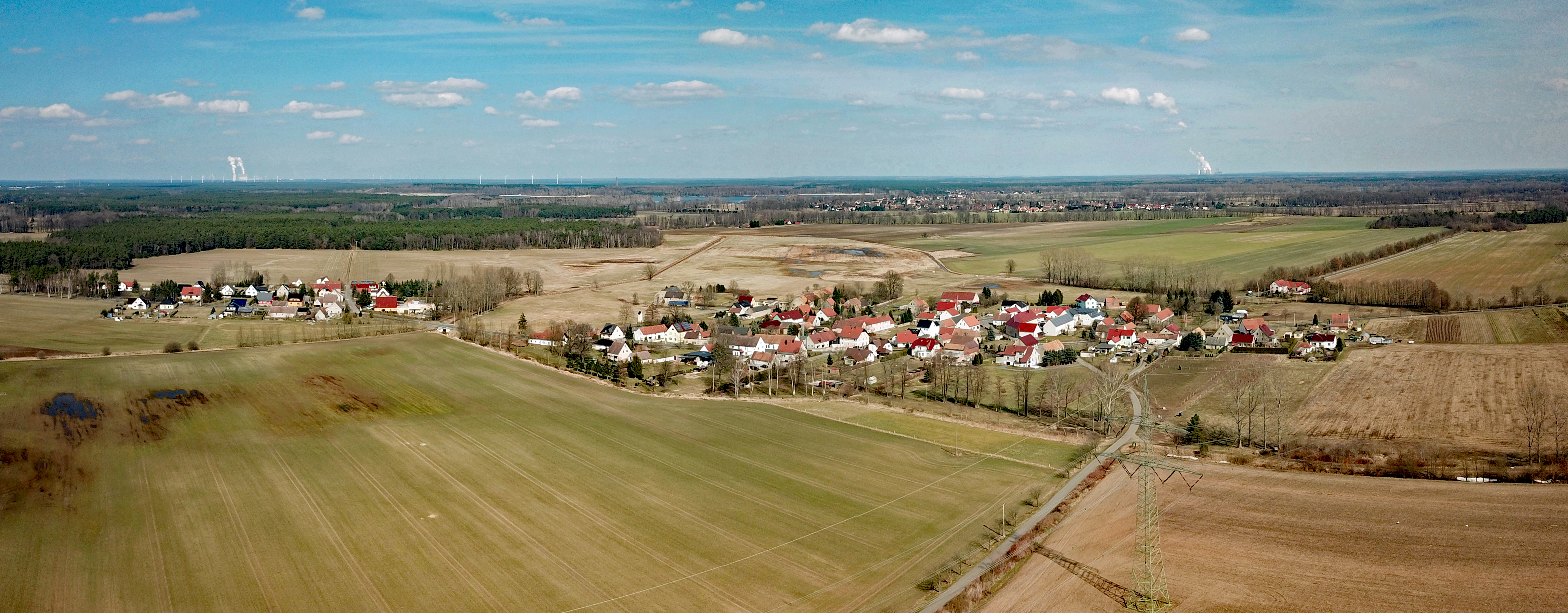
Luftbild

Rachlau, sorbisch Rachlowⓘ, ist ein Ort im Norden des Landkreises Bautzen in Ostsachsen und gehört seit 1994 zur Stadt Wittichenau. Der Ort liegt in der Oberlausitz und zählt zum sorbischen Siedlungsgebiet.

## Geografie
Der Ort befindet sich 22 Kilometer nördlich der Großen Kreisstadt Bautzen und zehn Kilometer südlich von Hoyerswerda am Nordrand der Oberlausitzer Heide- und Teichlandschaft. Die Stadt Wittichenau ist fünf Kilometer entfernt. Rachlau liegt in der Aue des von Süden kommenden Doberschützer Wassers, das wenige Kilometer nördlich bei Brischko in die Schwarze Elster mündet.
Der Siedlungsanlage nach ist Rachlau ein Straßendorf. An der Straße in Richtung Hoske entwickelte sich im 20. Jahrhundert eine weitere Siedlung.
Im Süden befinden sich einige Fischteiche; dahinter beginnt ein ausgedehntes Waldgebiet, welches sich über sieben Kilometer bis nach Caßlau erstreckt. Die Nachbarorte sind Groß Särchen (Gemeinde Lohsa) im Nordosten, Wartha im Osten, Commerau im Südosten, Kotten im Westen und Hoske im Nordwesten.

## Geschichte
Der Ort wurde erstmals 1374 als Rachelow erwähnt. Die Grundherrschaft lag seit dem 16. Jahrhundert bei der Standesherrschaft Hoyerswerda. Diese war zwar seit der Reformation evangelisch; jedoch blieben die meisten Rachlauer dennoch Katholiken. 1777 gehörte Rachlau zum Bautzener Kreis. Mit dem Wiener Kongress 1815 kam es zum Königreich Preußen und wurde zum Grenzort. Die preußisch-sächsische Grenze verlief von nun an nur etwa 700 Meter südlich des Ortes. Der Ort gehörte zum 1825 gebildeten Landkreis Hoyerswerda.
Im Rahmen der nationalsozialistischen Germanisierung von Ortsnamen wurde Rachlau im Jahre 1936 in Wiesdorf umbenannt. Die Umbenennung wurde 1947 rückgängig gemacht. Am 1. Juli 1950 wurde Rachlau, welches bis dahin eine eigenständige Landgemeinde war, nach Hoske eingemeindet.

## Bevölkerung
Für seine Statistik über die sorbische Bevölkerung in der Oberlausitz ermittelte Arnošt Muka in den achtziger Jahren des 19. Jahrhunderts eine Bevölkerungszahl von 147 Einwohnern; davon waren ausnahmslos alle Sorben. Bis heute wird im Ort die sorbische Sprache gesprochen. Bis 1939 wuchs die Einwohnerzahl auf 189; bedingt durch den Zuzug von Vertriebenen lag sie 1946 bereits bei 226. In den letzten 60 Jahren gab es keine größeren Veränderungen in der Bevölkerungszahl.
Der katholische Teil der Bevölkerung ist seit dem 16. Jahrhundert nach Wittichenau gepfarrt; der evangelische Teil zählt zur Gemeinde Groß Särchen und damit zur Evangelischen Kirche Berlin-Brandenburg-schlesische Oberlausitz.